# Sarmatia lysizona
Sarmatia lysizona är en fjärilsart som beskrevs av Druce 1891. Sarmatia lysizona ingår i släktet Sarmatia och familjen nattflyn. Inga underarter finns listade.